# Alicja Rosé
Alicja Rosé również jako Alicja Ariel Rosé – polsko-norweski poeta, tłumacz, ilustrator.
Autor książek poetyckich: Północ. Przypowieści (Znak, 2019) oraz morze nocą jest mięśniem serca (PIW, 2022) – nominacja do Nagrody Poetyckiej im. K. I. Gałczyńskiego 2023. Reprezentował Norwegię na Targach Książki w Warszawie 2022.
Tłumaczy wiersze i eseje z języka norweskiego, angielskiego, hiszpańskiego, włoskiego, francuskiego oraz z języka polskiego na angielski. Członek Unii Literackiej, Stowarzyszenia Tłumaczy Literatury. Kocia książka (napisana przez Jarosława Iwaszkiewicza w latach 30. XX wieku) wydana w 2015 z jego ilustracjami była nominowana w 56. Konkursie Polskiego Towarzystwa Wydawców Książek Najpiękniejsza Książka Roku 2015. Laureat Nagrody Literackiej m.st. Warszawy 2018 w kategorii „literatura dziecięca – tekst i ilustracje” za ilustracje do książki Magdaleny Tulli Ten i tamten las, za którą był też nominowany do Międzynarodowej Nagrody IBBY.